# Sericospilus cumberi
Sericospilus cumberi är en skalbaggsart som beskrevs av Given 1953. Sericospilus cumberi ingår i släktet Sericospilus och familjen Melolonthidae. Inga underarter finns listade i Catalogue of Life.